# Axel van Lamsweerde
Axel van Lamsweerde (1947) é um cientista da computação belga.
Professor de ciência da computação da Universidade Católica de Louvain (UCLouvain), é conhecido por seu trabalho sobre engenharia de requisitos e pelo desenvolvimento do programa KAOS.

## Publicações selecionadas
Livros
- Axel Lamsweerde, Pierre Dufour. Current issues in expert systems. 1987.
- Axel van Lamsweerde, Alfonso Fuggetta (eds.) ESEC '91: 3rd European Software Engineering Conference, ESEC '91, Milan, Italy, October 21–24, 1991. Proceedings. Springer Science & Business Media, 9 okt. 1991.
- Axel van Lamsweerde. Requirements Engineering: From System Goals to UML Models to Software Specifications. Wiley, 9 feb. 2009

Artigos 
- Dardenne, Anne, Axel Van Lamsweerde, and Stephen Fickas. "Goal-directed requirements acquisition." Science of computer programming 20.1 (1993): 3-50.
- Van Lamsweerde, Axel. Requirements engineering in the year 00: A research perspective. Proceedings of the 22nd international conference on Software engineering. ACM, 2000.
- Van Lamsweerde, Axel. Goal-oriented requirements engineering: A guided tour. Requirements Engineering, 2001. Proceedings. Fifth IEEE International Symposium on. IEEE, 2001.